# Astragalus tecti-mundi
Astragalus tecti-mundi là một loài thực vật có hoa trong họ Đậu. Loài này được Freyn miêu tả khoa học đầu tiên.